# (5485) Kaula
(5485) Kaula (1991 RQ21) – planetoida z pasa głównego asteroid okrążająca Słońce w ciągu 4,53 lat w średniej odległości 2,74 j.a. Odkryta 11 września 1991 roku.